# Karl-Werner Dönges
Karl-Werner Dönges (República Democrática Alemana, 24 de septiembre de 1958) es un atleta alemán retirado especializado en la prueba de 60 m vallas, en la que consiguió ser medallista de bronce europeo en pista cubierta en 1982.

## Carrera deportiva
En el Campeonato Europeo de Atletismo en Pista Cubierta de 1982 ganó la medalla de bronce en los 60 m vallas, con un tiempo de 7.80 segundos, tras el soviético Aleksandr Puchkov (oro con 7.73 segundos) y el búlgaro Plamen Krastev.